# Autoperipatetikos
Autoperipatetikos es el nombre con el que se conoce a una muñeca creada en 1862 por Enoch Rice Morrison. Innovadora en su momento, esta muñeca destaca por ser la primera de la historia capaz de desplazarse por sí misma.

## Historia y descripción
El mecanismo de la autoperipatetikos, cuya denominación proviene de las palabras griegas «auto» («autopropulsado» o «autoimpulsado») y «peripatetikos» («caminar» o «andar»), obtuvo la patente n.º 33 019 en beneficio de Enoch Rice Morrison el 6 de agosto de 1861 en la Ciudad de Nueva York (en la base que cubre el mecanismo de las muñecas figura que las mismas fueron patentadas en Estados Unidos el 15 de julio de 1862 y en Europa el 20 de diciembre del mismo año). Esta patente registraba un mecanismo de relojería el cual dotaba de movilidad a las piernas de la muñeca; dicho mecanismo se hallaba escondido sobre una base de madera de la cual sobresalían las piernas, quedando esta base oculta por una falda interior de cartón cubierta a su vez por una abultada falda larga de crinolina. Estas muñecas, de aproximadamente 25 centímetros de altura, solían tener inicialmente una cabeza importada de porcelana (conocida como «muñeca china»), aunque posteriormente la cabeza estaría realizada a base de tela.
Manufacturado en la Ciudad de Nueva York al parecer por David S. Cohen y Joseph Lyon & Co. (otras fuentes afirman que era la empresa Martin & Runyon quien se encargaba de su manufactura en Nueva York), el juguete fue también patentado en Inglaterra en 1862 y fabricado y/o distribuido por Martin & Runyon, aunque a diferencia de los modelos anteriores, estos tenían un cuerpo esbelto de mujer.

## Mecanismo
El mecanismo locomotor consiste en una especie de caja o marco de madera apoyado sobre las piernas del autómata el cual, mediante el accionado de un resorte (o un mecanismo de cuerda en el caso concreto de la autoperipatetikos), crea un movimiento semejante a la acción de caminar de los seres humanos; gracias a una serie de ruedas dentadas alojadas en los pies de latón de la muñeca, las piernas se desplazan hacia delante de manera realista, manteniendo el equilibrio debido a que cada pie posee una barra que se extiende hasta el otro extremo.

## Crítica
Pese a la popularidad y a la innovación que supuso este juguete en su momento, el médico Oliver Wendell Holmes consideró a estas muñecas, al igual que a otros autómatas de la época, pobres imitaciones de la acción de caminar de los seres humanos.

## Galería de imágenes

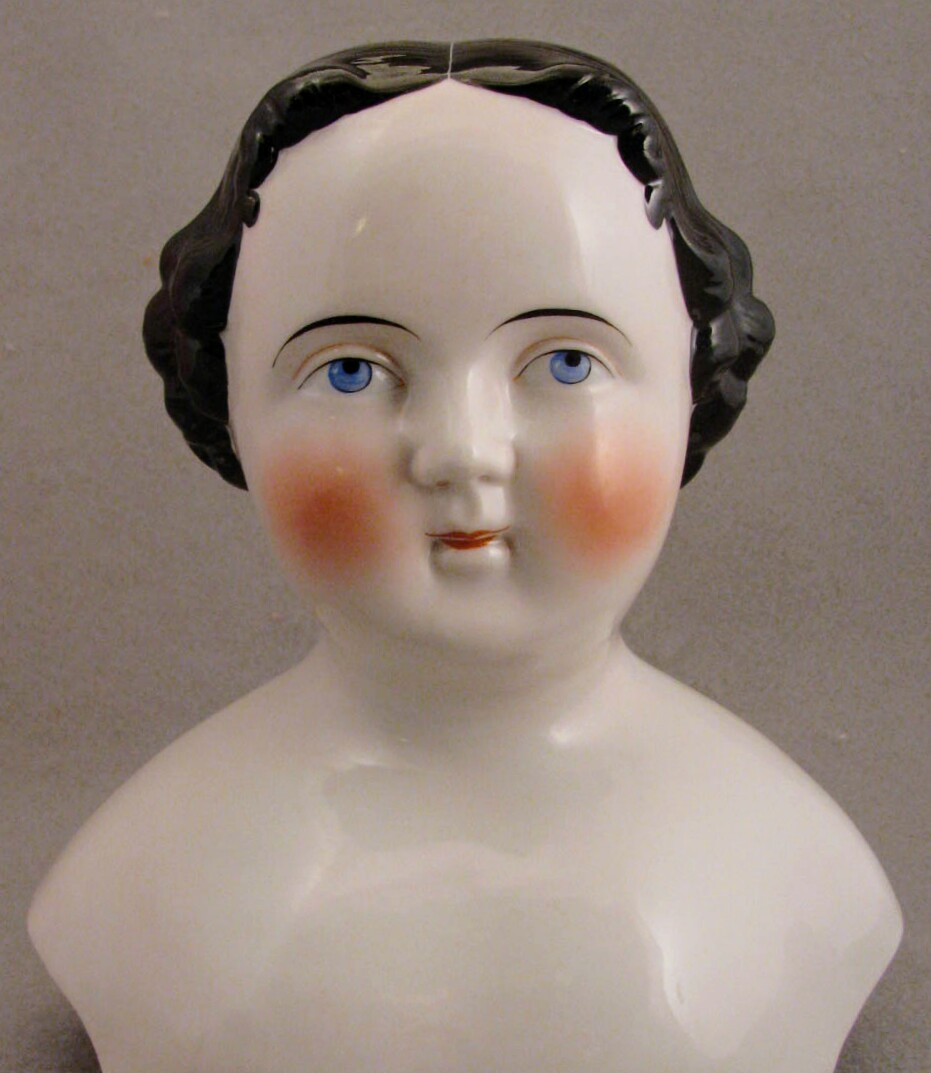
Tipo de cabeza (o similar) empleada en la fabricación de las autoperipatetikos.
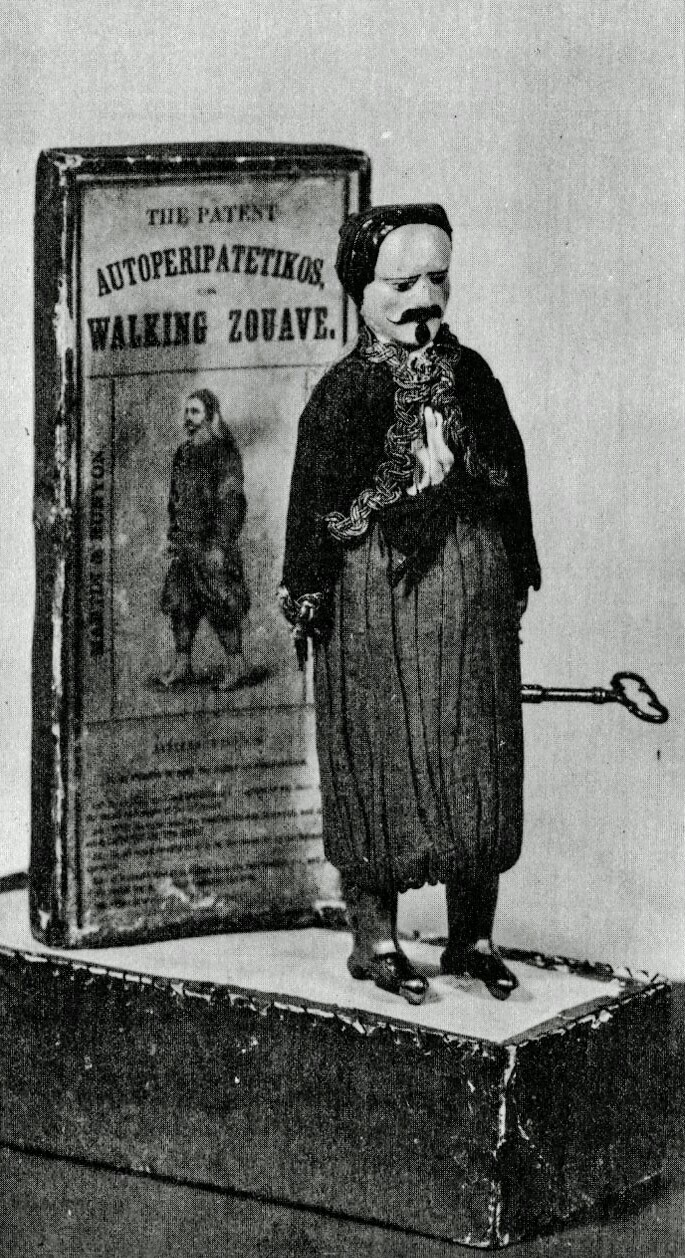
Versión conocida como «Walking Zouave» («zuavo andante»), creada en honor a los zuavos. Este modelo constituye una rara variante de la autoperipatetikos, también conocida como «Walking Doll» («muñeca andante»).